# Citólisis
La citolisis o citólisis es el proceso por el cual la célula se rompe, es decir, que su membrana celular se descompone, perdiéndose su material genético y deteniendo sus procesos vitales.

## Causas
Las causas son numerosas y variables, pueden ser físicas, químicas o biológicas:

### Químicas
- Medio muy hipotónico: La célula se ve obligada a igualar el medio intracelular con el medio extra celular, por esto, el agua penetra en la célula y esta se hincha hasta que se rompe la membrana citoplasmática.

Suelen resistir la hipotonicidad las bacterias, las plantas y los hongos, porque tienen pared celular que evita la hinchazón.

### Biológicas
- Infección por virus, bacterias y parásitos patógenos endocelulares que se van acumulando en el interior de la célula hasta que ésta acaba rompiéndose.

- Sustancias bioquímicas endógenas como el TNF (factor de necrosis tumoral), defensa natural contra el cáncer, que provoca la activación de los linfocitos T y B que destruyen la célula neoplásica.

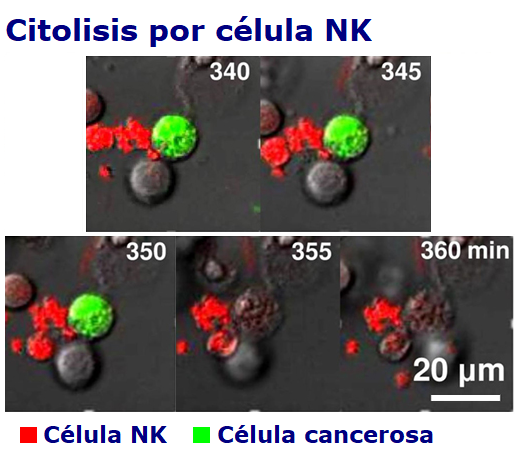
La célula NK (en rojo), provoca la citólisis de una célula de cáncer de mama (en verde). En este ejemplo el proceso dura 6 horas.

- Ataque mediado por linfocito NK de la  inmunidad innata, contra células infectadas o contra células cancerígenas.

La consecuencia de la citólisis es la destrucción de la célula con la salida al exterior de parte de su citoplasma.
- Datos: Q2663023